# Haikyū!! : La Guerre des poubelles
Pour plus de détails, voir Fiche technique et Distribution.
Haikyū!! : La Guerre des poubelles est un film d'animation japonais réalisé par Susumu Mitsunaka et sorti en 2024,.

## Synopsis
Lycée Karasuno et lycée Nekoma se retrouvent, pour la toute première fois en match officiel, au troisième tour des Nationales de printemps. Le tant attendu Dumpster Battle commence enfin. Hinata et Kenma, après des mois d’entraînements, vont s’affronter dans un duel sans possibilité de faux-pas. Le film puise dans leurs souvenirs communs et leurs émotions pour dévoiler l’ampleur de leur lien… et la force de leur rivalité. Le match, intense et ponctué de flashbacks, bascule dans les derniers points : Karasuno gagne sur une erreur due au stress de Kenma. Mais l’histoire ne s’arrête pas là, ce film trace la voie vers la suite et la conclusion de la série.

## Fiche technique
Sauf indication contraire, les informations mentionnées dans cette section peuvent être confirmées par les bases de données cinématographiques IMDb et Allociné,  présentes dans la section « Liens externes ».
- Titre original : 劇場版ハイキュー!! ゴミ捨て場の決戦
- Réalisation : Susumu Mitsunaka
- Scénario : Susumu Mitsunaka, d'après l'œuvre d'Haruichi Furudate
- Musique : Yūki Hayashi et Masaki Tachibana
- Décors :
- Costumes :
- Photographie : Yumiko Nakata
- Son :
- Montage : Junichi Uematsu
- Production :
  - Production déléguée : Kazutaka Yamanaka et Makoto Oyoshi
- Sociétés de production : Tōhō
- Société de distribution : Sony Pictures Entertainment
- Budget :
- Pays de production :  Japon
- Langue originale : japonais
- Format :
- Genre : Animation
- Durée : 85 minutes
- Dates de sortie :
  - Japon : 16 février 2024
  - Belgique et France : 12 juin 2024
  - Suisse : 27 juin 2024

## Distribution

### Voix originales
- Ayumu Murase : Hinata Shōyō
- Kaito Ishikawa : Kageyama Tobio
- Kōki Uchiyama : Tsukishima Kei
- Satoshi Hino : Sawamura Daichi
- Miyu Irino : Sugawara Koshi
- Yoshimasa Hosoya : Azumane Asahi
- Yūichi Nakamura : Tetsuro Kuroo
- Hisao Egawa : Keishin Ukai
- Mark Isham : Liev Haiba
- Hiroshi Kamiya : Ittetsu Takeda
- Toshiki Masuda : Chikara Ennoshita
- Sumire Morohoshi : Hitoka Yachi
- Hiroshi Naka : Ikkei Ukai

### Voix françaises
- Tom Trouffier : Hinata Shōyō
- Simon Herlin : Tobio Kageyama
- Janieck Blanc : Kei Tsukishima
- Adrien Larmande : Daichi Sawamura
- Alexis Tomassian : Kōshi Sugawara
- Donald Reignoux : Asahi Azumane
- Jean-Stan Du Pac : Tetsurō Kuroo
  - Cécile Gatto : Tetsurō Kuroo enfant
- Aurélien Ringelheim : Yū Nishinoya
- Benjamin Bollen : Tadashi Yamaguchi et Suguru Daisho
- Arnaud Laurent : Ryunosuke Tanaka
- Benoît Du Pac : Keishin Ukai
- Martin Faliu : Liev Haiba
- Rémi Gutton : Ittetsu Takeda
- Nicolas Dussaut : Chikara Ennoshita et Korai Hoshiumi
- Valérie Bachère : Hitoka Yachi
- Gérard Darier : Ikkei Ukai
- Stéphane Marais : Manabu Naoi et Taketora Yamamoto
- Grégory Laisné : Kenma Kozume
- Jennifer Fauveau : Kimiko Shimizu
- Arthur Pestel : Daiki Ogano et Satori Tendō
- Benoît Fort-Junca : Keiji Akaashi
- Hervé Grull : Morisuke Yaku
- Romain Altché : Akiteru Tsukishima
- Sébastien Baulain : Kōtarō Bokuto
- Jérémy Zylberberg : Sō Inuoka, Masaki Gora et Tsutomu Goshiki
- Laurent Blanpain : Kazuhito Narita
- Nadine Girard : Akane Yamamoto
- Pascal Grull : Makoto Shimada
- Tony Marot : Noboyuki Kai
- Pierre-Alain de Garrigues : Yasufumi Nekomata
- Thomas Debaene : Yusuke Takinoue
- Charlotte Hennequin : Saeko Tanaka
- Pauline Smile : Alisa Haiba et Mika Yamaka
- Mathieu Touquet : Hisashi Kinoshita

 Source et légende : version française (VF) sur RS Doublage et Anime News Network